# Emma Ramírez Gorgoso
Emma Ramírez Gorgoso   (Esplugues de Llobregat, 10 de maig de 2002) és una futbolista catalana que juga com a defensa a la Reial Societat. També ha jugat en la Selecció espanyola en categories inferiors; el 21 d'octubre de 2021 (amb vint anys) va debutar en la selecció sub-23.
Els seus primers anys al futbol els passà a Fontsanta-Fatjó gràcies a la proximitat amb la seva ciutat. Fins als 12 anys va compartir equip amb nens. Ramírez va començar la seva carrera a l'Espanyol, on va jugar al filial. La temporada 2019-20 va fitxar pel FC Barcelona per jugar pel FC Barcelona B. La jugadora va disposar de minuts amb el primer equip blaugrana, ja que va disputar quatre partits amb el FC Barcelona. La temporada 2021-22 va ser cedida a la Reial Societat, equip on es confirmà com una de les jugadores més importants ja que era de les que disposava de més minuts. Això va propiciar la seva tornada i la seva ampliació de contracte fins al 2024 amb el FC Barcelona.
Al finalitzar la temporada 2023 hi ha un acord per a la desvinculció d'Emma amb el Barça. El 14 de juliol es va fer oficial la seva tornada a la Real Sociedad signant fins al 2024.

## Palmarès
Clubs
- 1 Lliga espanyola de futbol femenina: 2022-23
- 1 Supercopa d'Espanya de futbol femenina: 2022-23
- 1 Lliga de Campions: 2022-2023